# 威廉·吉爾伯特·斯特朗
威廉·吉尔伯特-斯特朗（英語：William Gilbert Strang，1934年11月27日—），是美国数学家，在有限元理論、变分法、小波分析和线性代数等方面皆有研究貢獻。他對数学教育做出了许多贡献，包括出版七本数学教科书和专著。斯特朗曾任麻省理工学院数学系邁斯沃克講座教授，主要講授課程為线性代数入門(Introduction to Linear Algebra，18.06)和计算科学与工程(Computational Science and Engineering，18.085)，這些課程都可在麻省理工学院开放式课程中免費學習。2023年5月15日，斯特朗在麻省理工学院完成最后一节Linear Algebra and Learning from Data讲座后退休。

## 學歷
- 學士，1955年，麻省理工学院。
- 碩士，1957年，罗德学者獎學金，牛津大學Balliol学院
- 博士，1959年，国家科学基金会獎助學者，加州大学洛杉矶分校。论文：混合边界值的问题中的差分法

## 大学职务
- 数学教授，麻省理工学院（1962年－2023年退休）
- 荣誉研究员，牛津大學貝里歐学院

## 奖项和荣誉
- 羅德獎學金學者(1955)
- 斯隆研究员(1966 - 1967)
- Chauvenet奖,美国数学协会(1976)
- 名誉教授、西安交通大学、中国(1980)
- 美国艺术与科学学院(1985)
- 名誉研究员,牛津大学贝利奥尔学院(1999)
- 荣誉会员、爱尔兰数学学会(2002)
- 杰出服务獎,工业与应用数学学会(2003)
- 莱斯特·r·福特奖(2005)[3]
- 冯·诺依曼奖牌,美國计算力学协会(2005)
- Haimo奖,美国数学协会(2007)[4]
- 苏步青奖、国际大会(ICIAM,2007)
- Henrici奖(2007)
- 国家科学院院士(2009)
- 榮譽博士，图卢兹大学(2010)
- 美国数学学会会员(2012)[5]
- 榮譽博士，Aalborg大学(2013)
- 工业与应用数学学会会员(2009)[6]

## 服务
- 工业与应用数学学会(1999、2000)，主席[7]
- 美国国家数学委员会(2003 - 2004)，主席
- 国家科学基金会(NSF)数学顾问小组，主席
- 国际工业与应用数学理事会(ICIAM)，理事
- 阿贝尔奖委员会(2003 - 2005)

## 出版物

### 书籍和专著
1. Differential Equations and Linear Algebra (Spring 2014) http://math.mit.edu/dela/（页面存档备份，存于）
2. Essays in Linear Algebra (2012)
3. Algorithms for Global Positioning, with Kai Borre (2012)
4. Computational Science and Engineering (2007)
5. Linear Algebra, Geodesy, and GPS, with Kai Borre (1997)
6. Wavelets and Filter Banks, with Truong Nguyen (1996)
7. Introduction to Linear Algebra (1993, 1998, 2003, 2009, 2016)
8. Calculus (1991, 2010, 2017)
9. Linear Algebra and Its Applications (1976, 1980, 1988, 2005)
10. . Wellesley, MA: Wellesley-Cambridge Press. 1986: xii+758. MR 0870634.
11. An Analysis of the Finite Element Method, with George Fix (1973, 2008)

## 另请参阅
- The Joint spectral radius, introduced by Strang in the early 60s.
- The Strang–Fix condition for accuracy of approximation.
- Strang splitting